# Бомон ан Аргон
Бомон ан Аргон (фр. Beaumont-en-Argonne) насеље је и општина у североисточној Француској у региону Шампањ-Арден, у департману Ардени која припада префектури Седан.
По подацима из 2011. године у општини је живело 466 становника, а густина насељености је износила 15,01 становника/km². Општина се простире на површини од 31,05 km². Налази се на средњој надморској висини од 160 метара.

## Демографија
| 1962. | 1968. | 1975. | 1982. | 1990. | 1999. | 2011. |
| ----- | ----- | ----- | ----- | ----- | ----- | ----- |
| 527   | 568   | 548   | 526   | 490   | 433   | 466   |

График промене броја становника у току последњих година